# Metro de Miami
El Metrorail es un sistema de metro que abastece al área metropolitana de Miami, Florida. Inaugurado el 20 de mayo de 1984, actualmente el Metrorail cuenta con 2 líneas y 23 estaciones.

## Administración
El Metrorail es administrado por el Departamento de Transporte Público de Miami-Dade (Miami-Dade Transit).